# Todo tiene un porqué
Todo tiene un porqué fue un programa de televisión argentino emitido por la Televisión Pública Argentina y producido por Mandarina Televisión. Comenzó con la conducción de Germán Paoloski entre 2017 y 2018, luego fue reemplazado por Juan Di Natale en 2019 permaneciendo hasta finales de 2020.

## Historia
“Todo tiene un porqué” fue un magacín educativo, cultural y científico de carácter federal. El programa tiene el objetivo de entretener, motivando la curiosidad y el deseo de saber, así como ayudar a concientizar sobre temas de actualidad y cumplir una función social. Descubriremos que el deseo de aprender es algo que podemos conservar en la vida adulta y no es sólo patrimonio de la infancia.
El ciclo no se emitió entre junio-julio de 2018, ya que la Televisión Pública Argentina transmitió la Copa Mundial de Fútbol de 2018.
Finalizó el 30 de octubre de 2020, después de 3 años de emisión.

## Equipo
- Conducción: Germán Paoloski (2017-2018), Juan Di Natale (2019-2020).
- Panelistas: Carolina Di Nezio (2017-2018), Cristian Domínguez (2017-2018), Connie Ballarini (2017), Antonela Varone (2017), Florencia Ballarino (2019-2020), Maximiliano Tomas  (2019-2020), Paloma Bokser (2019-2020)
- Experimentos y juegos de ingenio: Ariel "Chucho" Rodríguez, Pablo Milrud.

## Secciones
- Presentación del especialista invitado.
- Notas y entrevistas.
- Experimentos y pruebas.
- Verdades no tan pequeñas.
- Pregunta del día.
- El porqué animal. Con la colaboración del Dr. Juan Enrique Romero.
- Informe del CONICET.
- Oficios y profesiones.
- ¿Quién fue?
- ¿Dónde está?
- ¿Cómo se hace?
- Haciendo visible lo invisible.
- ¿Qué pasaría?
- ¿Qué está pasando en este mismo momento?
- Ensalada científica.
- Lugar a dudas.
- ¿Qué aprendimos hoy?
- Cierre musical temático.
- Ciencia y Tecnología
- Grandes Temas
- Personajes
- Hitos
- Décadas y Años
- Países
- Provincias

- Datos: Q30917123